# Взрыв на АЗС в Махачкале (2023)
В воскресенье, 14 августа 2023 года около 21:50 по местному времени на одной из АЗС города Махачкалы произошёл взрыв. По сообщениям, место первоначального взрыва находилось в близлежащем автосервисе, но позже пожар распространился на АЗС. Там взорвались две цистерны с топливом. Площадь пожара составила 600 квадратных метров, его потушили через три часа. Погибли 37 человек  (один умер позже в реанимации), среди которых 4 гражданина Узбекистана, 119 были ранены. В Дагестане был объявлен траур.

## Хронология событий
Около 21:50 в автосервисе, расположенном на перекрёстке Кулинской улицы и Федерального шоссе в селе Новокули на выезде из Махачкалы, во время работ по техническому обслуживанию автомобилей произошло возгорание, а затем взрыв. Пожар перекинулся на близлежащую АЗС «Нафта-24». Там сдетонировали две из восьми цистерн с топливом. Из-за взрывной волны люди, которые пришли посмотреть на пожар в автосервисе и находились в радиусе 50 метров от него, оказались накрыты горящим топливом. Мощность взрыва составила 35 тонн в тротиловом эквиваленте.
Очевидцы взрыва бросились на помощь раненым. Общая площадь пожара составила 600 квадратных метров, к его тушению было привлечено 70 человек и 20 единиц техники. Также на месте дежурили около 200 сотрудников полиции. В 01:00 пожар был ликвидирован.

## Последствия и реакция
По данным МЧС России, в результате взрыва погибли 36 человек (двое из которых умерли позже в реанимации), в их числе три ребёнка. По состоянию на 16 августа число раненых оценивается в 119 человек, в том числе 20 детей. 15 августа было объявлено в Дагестане днём траура по погибшим. К 16 августа было опознано 13 погибших из 35. Власти Дагестана заявили о планах выплатить по одному миллиону рублей семьям погибших, а также 400 тысяч рублей получившим тяжкий вред здоровью и 200 тысяч получившим лёгкий вред здоровью.
В результате взрыва были повреждены 40 частных домов и гостиница, автосервис и АЗС были уничтожены.
В Кумторкалинском районе Дагестана ввели режим чрезвычайной ситуации. В микрорайоне Махачкалы, где произошёл взрыв, ограничили подачу газа. Движение по трассе в районе взрыва было перекрыто, организована объездная дорога. К утру 15 августа движение было восстановлено. 

## Расследование
Следственный комитет по Дагестану возбудил уголовное дело по статье 238 УК РФ «Выполнение работ или оказание услуг, не отвечающих требованиям безопасности». Впоследствии дело было передано в центральный аппарат Следственного комитета. В розыск был объявлен владелец склада в автосервисе, где хранилось около 100 тонн селитры; предположительно, с этого склада и началось возгорание. 16 августа он был задержан, а на следующий день доставлен в Москву, где заключён под стражу в СИЗО.

## Последующие события
За взрывом на АЗС в Махачкале в 2023 году последовали массовые проверки автозаправок по всему Дагестану. Тогда власти региона отчитывались о полном контроле. Однако 27 сентября 2024 года на другой АЗС в той же Махачкале произошёл взрыв. При этом в ходе проверок годом ранее на заправке не было выявлено никаких нарушений. Кавказ.Реалии приводит слова дагестанского политолога, пожелавшего остаться анонимным, о том, что «после нового взрыва власти будут стучать по столу и призывать разобраться», однако «подобные трагедии на руку контролирующим органам — они смогут получить внеочередную взятку». Аналитик по Северному Кавказу Гарольд Чемберс также связал повторение катастрофы с систематической коррупцией в регионе.

## Международная реакция
От имени правительства и народа Китая Председатель КНР Си Цзиньпин выразил соболезнования президенту России, отметив, что был шокирован известием о взрыве на автозаправке российского города Махачкала.
 Президент Казахстана Касым-Жомарт Токаев заявил: «Разделяя горечь невосполнимой утраты, от имени народа Казахстана и себя лично выражаю искренние соболезнования родным и близким погибших, а также пожелания скорейшего выздоровления всем пострадавшим».
 Президент Армении Ваагн Хачатурян отправил телеграмму на имя президента России со словами соболезнования: «С глубокой болью узнал о взрыве в Махачкале, приведшем к многочисленным жертвам. Приношу свои глубокие соболезнования и выражаю искреннее сочувствие семьям, родным и близким погибших. Желаю скорейшего выздоровления пострадавшим».
Также выразили соболезнования в связи с трагедией в Махачкале, направив телеграммы Президенту России лидеры таких стран как Беларусь, Таджикистан, Азербайджан и Кыргызстан.

## Видео
- Обзор происшедшего YouTube-каналом Настоящее Время. Сюжеты
- Обзор происшедшего YouTube-каналом ЛенТВ24
- Момент взрыва в Махачкале попал на видео очевидца